# Erica Van Briel
Erica Van Briel est un mannequin et une actrice belge. Elle commence une carrière de mannequin à 15 ans, puis à l'âge de 19 ans elle déménage pour Paris, où elle devient la muse de Thierry Mugler. Elle travaille pour lui pendant cinq ans, et défile pour ses collections haute couture en 1997 et 1998. Ses piercings inspirent le couturier qui créé une robe de mousseline noire restée célèbre car suspendue aux seins de son mannequin.
Outre sa carrière de mannequin, elle est devenue actrice, jouant dans des seconds rôles à la télévision et au cinéma en Amérique du Nord. Elle est aussi formatrice de yoga et partage sa vie entre l'Europe et le Canada.